# 美村里江
美村 里江（みむら りえ、1984年〈昭和59年〉6月15日 - ）は、日本の女優、エッセイスト。旧芸名、ミムラ（MiMuLa）。結婚前の本名は小暮 里江（こぐれ りえ）。
埼玉県深谷市出身。スターダストプロモーション所属。女優業の傍らで、書評、エッセーなど執筆活動も行う。
医師をしている妹が一人いる。

## 略歴
美術の推薦で高校に入学、在学中にカットモデルのアルバイトをやったことがきっかけでモデルとしてミムラの芸名で芸能事務所のスターダストプロモーションへ所属した。所属時に事務所と交わした契約ではテレビには出演しない約束だったが、卒業後の進路に迷う中で流れで受けることとなった演技のレッスンが意外に楽しく、後のデビューへとつながった。
2003年（平成15年）8月、フジテレビの月9ドラマ史上初のヒロイン公募オーディションにおいて1万人以上の応募者の中からヒロインに選ばれ、同年10月より放送の『ビギナー』で女優としてデビューを飾った。デビュー後はテレビドラマや映画への出演のオファーが相次ぎ、翌2004年（平成16年）にかけて 『FIRE BOYS 〜め組の大吾〜』、『離婚弁護士』と3クール連続でドラマ出演し、『海猫』で映画初出演。2005年（平成17年）には『着信アリ2』で映画初主演を務めた。
しかし、演技経験も業界の知識もなく下積みもなく、いきなり主役の座に置かれたことで違和感が強くなり、2005年（平成17年）7月期のドラマ『いま、会いにゆきます』に出演した際、「自分が本当にこの仕事をできる人なのか、一度問いただしたい」「一度"本来の自分"に戻って、リセットをかけるしかない」と事務所社長に辞意を申し出て、2006年（平成18年）末より芸能活動を一時休業した。なお、女優業休養の期間中も、2005年（平成17年）12月より『MOE』（白泉社）に連載を開始していた絵本のレビューエッセイ『ミムラの絵本日和』をはじめ、書評・寄稿などの執筆活動は継続。後にこの期間を「書くことをより好きになった時期でもありました」と振り返っている。
2年間の休養期間中は映画や芝居を観たり、読書や一人旅なども経験、外側から見直すことで芝居の魅力をあらためて発見して、「あんなに幸せな場所を用意していただいていたのに、何を怖がっていたんだろう」と、再デビューのつもりで活動再開を決意する。2008年（平成20年）に『斉藤さん』（日本テレビ）で芸能活動を再開し、『落語娘』で3年ぶりに映画に主演。さらに、翌2009年（平成21年）にはドラマ 『銭ゲバ』（同）でヒロインを演じた。2010年（平成22年）にはNHK大河ドラマ『江〜姫たちの戦国〜』で細川ガラシャ役を演じて時代劇初出演を果たした。また、2012年（平成24年）には『梅ちゃん先生』でNHK連続テレビ小説に初出演し、堀北真希演じるヒロインの姉・松子役を演じている。
2015年（平成27年）1月、舞台『スタンド・バイ・ユー〜家庭内再婚〜』で自身初の舞台出演で初主演。本番前の稽古中に肋骨にヒビが入る負傷をして安静30日間との診断を受けたが、休演はせず大千秋楽まで完走した。演出の堤幸彦は「ミムラさんは機械のように正確なんです。なんだけど、人間味がすごくあるんです。ものすごく考えて来てるんです。人間として幅広い芝居になっています。」などと評している。
2015年（平成27年）7月には、これまでに執筆してきた書評、エッセー、公式サイトの文章などに新たに書き下ろした100ページを超えるエッセーを加えたエッセー集『文集』をSDPより発売した。
2018年（平成30年）のNHK大河ドラマ『西郷どん』出演を機に、同年3月27日付で芸名を美村 里江（みむら りえ）に改名。同年5月から6月に上演の舞台『家族熱』がミムラ名義での最後の出演作品となった。

### 私生活
映画『この胸いっぱいの愛を』での共演をきっかけに2005年（平成17年）春より交際していた指揮者の金聖響と、2006年（平成18年）11月15日に結婚。金がベルギーのオーケストラの首席指揮者に就任するなど互いの仕事が多忙なことによるすれ違いを理由に、2010年（平成22年）10月に離婚した。慰謝料の発生しない「円満離婚」であると報じられた。後に2014年（平成26年）に元夫・金聖響の金銭トラブルが報じられた際には、金がミムラの貯蓄を使い込んだという主旨の芸能関係者の証言が掲載された。
2013年（平成25年）6月20日、40代の自営業を営む男性と約1年半の交際を経て再婚。再婚相手について、公式サイト内のコラムにて「年上の一般の方で性格は『俺物語!!』の猛男くん似、国籍も含めThe･日本男子です。」と紹介している。夫は理系博士の科学者であり、共通の趣味は夜釣りとの本人のコメントがある。

## 人物
童話『ムーミン』の大ファンであり、旧芸名の「ミムラ」は『ムーミン』に登場するキャラクター「ミムラ姉さん」にちなむ。2015年（平成27年）5月の日本郵便グリーティング切手「ムーミン」の発売記念イベントにて、「『ミムラねえさん』が女性らしくてあこがれだった。自分の足りない要素を持っているキャラクターとして、名前をいただきました」と語っている。新芸名の「美村里江」は旧芸名「ミムラ」と本名の名前「里江」を組みあわせ、“三村”ではさまぁ〜ずの三村マサカズがいることから“美村”とした。改名の理由として、知ってほしいと願っていた「ミムラ姉さん」の知名度が『ムーミン』ブームを経て上昇したこと、2018年のNHK大河ドラマ『西郷どん』に出演するに際して「日本の国の歴史を描くテレビドラマにカタカナで出ることに違和感を持った」こと、公私の自分をもう少し近づけたいことなどを挙げている。なお本名はデビュー時から非公表とされていたが、デビュー10年目を機に公式サイト内のコラムにて本名を公表し、同時に日本人であることも明らかにしている。
1か月間に200冊もの本を読破することもある読書家として知られ、新聞や雑誌などで書評、エッセー、寄稿など執筆活動を行い、その文才が評価されている。「一人になれる場所」を手に入れるため、2007年（平成19年）より築40年以上の別宅を「秘密基地」として借り、読書や時に執筆活動の場としていた。休日には本を持って河原へ行くのがお気に入りで、昼寝したり本を読んだり、夫と行った時には起こされても起きなかったこともあるという。また、年間に300本以上の映画を見る映画好きでもあり、music.jp内にコラム「ミムラの映画日和」を週刊で連載していた。かつてはゲーマーでもあり、育成系、RPG、格闘系、パズル系と様々なジャンルのゲームをプレーしたが、ゲームの誘惑には勝てないとの理由から転居を機に思い切って全てのゲーム機器を譲渡。「きっとゲームをやり過ぎてしまうから」とスマートフォンも使用していない。自然豊かな埼玉県深谷市に生まれて石ころを拾ったり虫を捕まえたりして育ち、「1度好きになったものには末永く愛着を持つ性格」から、成人後も石や虫の採集が好きでよく石を拾って自宅に持ち帰り、また昆虫図鑑を何冊も所有しているという。夫とともに始めた渓流釣りが趣味となり、サツキマスやサクラマスなどを主なターゲットに、渓流釣りのためときに岐阜にまで足を運ぶ。釣ったヤマメに愛着が沸いてペット感覚で飼育し、理系職の夫が観察していることもあるという。
向田邦子を敬愛する。中学生の時に国語の教科書で読んだ作品「安全ピン」をきっかけに向田のファンになり、20代初頭までに向田の主だった著作を読破、「居並ぶ言葉達は高級な寄木細工のようであり、固すぎず丸すぎず、丁度良い大きさでぴたりと居場所を得て、重みをもって収まっていた」とその文才に衝撃を受ける。また、料理上手だった向田に憧れ、家事全般を夫と分担する一方で、料理だけはどんなに多忙中でも夫に任せずに自炊にこだわる。『おまえなしでは生きていけない 〜猫を愛した芸術家の物語〜』（2011年、NHK BSプレミアム）と『トットてれび』（2016年、NHK総合）の2度にわたって向田役を演じ、後者では向田の手書き原稿を細部まで研究しその筆跡を猛練習して原稿執筆シーンに臨むなど、迫真の役作りで向田に成りきって注目を集めた。
2015年（平成27年）1月10日、結婚観について触れているインタビューが産経ニュースに掲載。「離婚直後は体調を崩すほど苦しみましたが、陰のある役の依頼が増え、今は離婚の経験が糧になったと思えるようになった。再婚して精神状態も安定しました。この経験を舞台で生かしたい」と経験を仕事に生かしたいと答えている。

## 出演

### テレビドラマ
- ビギナー（2003年10月 - 12月、フジテレビ系月9） - 主演・楓由子 役[注 3]
- FIRE BOYS 〜め組の大吾〜（2004年1月 - 3月、フジテレビ） - 近藤純 役
- 離婚弁護士（2004年4月 - 6月、フジテレビ） - 吉田香織 役
- めだか（2004年10月 - 12月、フジテレビ） - 主演・目黒たか子 役
- いま、会いにゆきます（2005年7月 - 9月、TBS） - 主演・秋穂澪 役
- 恋のから騒ぎ 〜LOVE STORIES〜III「元ヤンの女」（2006年9月26日、日本テレビ） - 主演・梶谷クミ子 役
- 天使の梯子（2006年10月22日、テレビ朝日） - 主演・斎藤夏姫 役
- 斉藤さん（2008年1月 - 3月、日本テレビ系） - 真野若葉 役
- 銭ゲバ（2009年1月 - 3月、日本テレビ系） - ヒロイン・三國緑 役
- 空飛ぶタイヤ（2009年3月 - 4月、連続ドラマW、WOWOW） - 佐々木香織 役
- コールセンターの恋人（2009年7月 - 9月、テレビ朝日） - ヒロイン・青山響子 役
- サムライ・ハイスクール（2009年10月 - 12月、日本テレビ系） - 綿貫ひみこ 役
- なぜ君は絶望と闘えたのか（2010年9月、WOWOW） - ヒロイン・山下真紀子 役
- 大河ドラマ（NHK）
  - 江〜姫たちの戦国〜（2011年1月 - 12月） - 細川ガラシャ 役[53]
  - 西郷どん（2018年1月 - 12月） - 大久保満寿 役
  - 青天を衝け（2021年2月 - 12月） - 徳信院 役[54]
- 任侠ヘルパースペシャル（2011年1月9日、フジテレビ系） - 米長さなえ 役
- 家族法廷（2011年4月 - 6月、BS朝日） - ヒロイン・奥村冴子 役
- おまえなしでは生きていけない〜猫を愛した芸術家の物語〜第3回 向田邦子 ボクだけが見た彼女の涙（2011年6月29日、NHK BSプレミアム） - 主演・向田邦子 役
- 推定有罪（2012年3月 - 4月、WOWOW） - 鈴木弘子 役
- 梅ちゃん先生（2012年4月 - 9月、NHK連続テレビ小説） - 下村（加藤）松子 役
  - 梅ちゃん先生〜結婚できない男と女スペシャル〜（2012年10月13日・20日、NHK BSプレミアム）
- 37歳で医者になった僕〜研修医純情物語〜（2012年4月 - 6月、関西テレビ） - 葛城すず 役
- 恋するハエ女（2012年11月 - 12月、NHK） - 主演・小守絵美 役
- 黒澤明ドラマスペシャル 野良犬（2013年1月、テレビ朝日） - 村上美佐 役
- ぱじ〜ジイジと孫娘の愛情物語（2013年3月、テレビ東京） - 水野さくら 役
- 潜入探偵トカゲ（2013年4月 - 6月、TBS） - 槙原洋子 役
- 斉藤さん2 （2013年7月13日、日本テレビ） - 真野若葉 役（特別出演）
- アナザーフェイス2（2013年4月20日、土曜ワイド劇場、テレビ朝日） - 篠崎優 役
- 今日の日はさようなら（2013年8月24日、24時間テレビドラマスペシャル、日本テレビ） - 富士岡小春 役
- LINK（2013年10月 - 11月、WOWOW） - 川本理恵 役
- 東京バンドワゴン〜下町大家族物語（2013年10月 - 12月、日本テレビ） - 堀田藍子 役
- 昨夜のカレー、明日のパン（2014年10月 - 11月、NHK BSプレミアム） - 小田宝 役
- 切り裂きジャックの告白〜刑事 犬養隼人〜 （2015年4月18日 、土曜ワイド劇場、テレビ朝日） - 高野千春 役[55]
- 一路（2015年7月 - 9月、BS時代劇、NHK BSプレミアム） - すず 役
- 経世済民の男 高橋是清（2015年8月22日・29日、NHK） - ヒロイン・高橋品子 役
- 5人のジュンコ（2015年11月 - 12月、連続ドラマW、WOWOW） - 篠田淳子 役[56]
- 富士ファミリー（2016年1月2日、NHK） - 月美 役
  - 富士ファミリー2017（2017年1月3日）
- 大岡越前（BS時代劇、NHK BSプレミアム） - ヒロイン・雪絵 役
  - 大岡越前3（2016年1月 - 3月）
  - 大岡越前スペシャル 白洲に咲いた真実（2017年1月3日）[57]
  - 大岡越前4（2018年1月 - 3月）
  - 大岡越前スペシャル 〜親子をつなぐ名裁き〜（2019年1月4日）
  - 大岡越前5（2020年1月 - 2月）
  - 大岡越前スペシャル〜大波乱!宿命の白洲〜（2023年12月29日）[58]
  - 大岡越前8（2025年6月 - ）[59]
- ダメな私に恋してください（2016年1月 - 3月、TBS） - 黒沢春子 役[60]
- トットてれび（2016年4月 - 6月、NHK総合） - 向田邦子 役[61]
- 沈まぬ太陽（2016年5月 - 9月、連続ドラマW、WOWOW） - 熊野 役
- そして、誰もいなくなった（2016年7月 - 9月、日本テレビ） - 長崎はるか 役[62]
- 昔話法廷「アリとキリギリス裁判」（2016年8月3日、NHK Eテレ） - 主演・検察官 役 [63]
- 女の勲章（2017年4月15日・16日、フジテレビ） - 津川倫子 役[64]
- ソースさんの恋（2017年6月1日 - 7月20日、NHK BSプレミアム） - 主演・後藤ミカ 役[65]
- 犯罪症候群 Season1 第1話 - 第3話（2017年4月8日 - 4月22日、東海テレビ・フジテレビ系） - 磯村咲子 役[66]
- この声をきみに（2017年9月8日 - 11月17日、NHK） - 穂波奈緒 役[67]
- デッドフレイ〜青い殺意〜（2018年3月23日、NHK総合） - 主演・紗耶 役（井之脇海とのW主演）[68]
- パンドラIV AI戦争（2018年11月11日 - 12月16日、WOWOW） - 橋詰奈美 役[69]
- 絶対正義（2019年2月2日 - 3月、東海テレビ・フジテレビ系） - 西山由美子 役[70]
- 白い巨塔（2019年5月22日 - 26日、テレビ朝日） - 亀山君子 役[71]
- 遺留捜査 スペシャル（2019年10月3日、テレビ朝日） - 牧村桃子 役[72]
- 歪んだ波紋（2019年11月 - 12月、NHK BSプレミアム） - 沢村早百合 役
- 陛下と雅子さま 知られざる笑顔の物語 ドラマ「雅子さま物語」（2019年11月10日、フジテレビ） - 主演・栗島梓 役[73]
- Wの悲劇（2019年11月23日、NHK BSプレミアム） - 春生 役[74]
- 三屋清左衛門残日録 - 新たな しあわせ -（2020年3月14日、時代劇専門チャンネル） - 奈津 役
- 伴走者（2020年3月15日、BS-TBS） - 淡島奈美 役
- 柳生一族の陰謀（2020年4月11日、NHK BSプレミアム） - お福 役
- 新・信濃のコロンボ　追分殺人事件（2020年6月8日、テレビ東京） - 竹村陽子 役
- MIU404 第4話（2020年7月17日、TBS） - 青池透子 役[75]
- 華麗なる一族（2021年4月18日-、WOWOW） - 美馬一子 役
- 剣樹抄〜光圀公と俺〜 第2話（2021年11月5日 - 2021年12月24日、NHK BSプレミアム） - 勝山 役
- 科捜研の女 Season21 第8話・最終話（2021年12月16日・2022年4月7日、テレビ朝日） - 宮越優真 役
- 精神分析医 氷室想介の事件簿〜超高層ビル密室殺人の謎〜（2022年2月26日、BS-TBS） - 田丸有希 役[76]
  - 精神分析医 氷室想介の事件簿2-ベストセラー小説に隠された殺人事件の謎-（2023年10月1日、BS-TBS・BS-TBS4K）[77]
- 家庭教師のトラコ（2022年7月20日 - 9月21日、日本テレビ） - 中村真希 役[78]
- Get Ready! 第4話（2023年1月29日、TBS） - 古賀洋子 役[79]
- グレースの履歴（2023年3月19日 - 5月7日、NHK BS4K・BSプレミアム） - 宮川恵津子 役[80]
- キッチン革命 第1夜（2023年3月25日、テレビ朝日） - 藤子 役[81]
- 18/40〜ふたりなら夢も恋も〜（2023年7月11日 - 9月12日、TBS） - 仲川真理 役[82]
- 相棒 season22 元日スペシャル「サイレント・タトゥ」（2024年1月1日、テレビ朝日） - 栗原志津子 役[83]
- 舟を編む 〜私、辞書つくります〜（2024年2月18日 - 4月21日、NHK BS・NHK BSプレミアム4K） - 馬締香具矢 / 林香具矢 役[84]
- あの子の子ども（2024年6月25日 - 9月17日、関西テレビ・フジテレビ） - 月島直実 役[85]
- 高杉さん家のおべんとう（2024年10月3日 - 、日本テレビ） - 高杉美哉 役[86]
- 放課後カルテ（2024年10月12日 - 12月21日、日本テレビ） - 野咲夏美 役[87]
- 筋トレサラリーマン 中山筋太郎〜メリークリスマッスル編〜（2024年12月19日・26日、読売テレビ・日本テレビ） - 青山ひとみ 役[88]
- 日本一の最低男 ※私の家族はニセモノだった 第4話（2025年1月30日、フジテレビ） - 浅野千夏 役[89]
- 藤子・F・不二雄 SF短編ドラマ シーズン3「分岐点」（2025年3月27日、NHK BSプレミアム4K）[90]
- 対岸の家事〜これが、私の生きる道!〜 第2話 -（2025年4月8日 - 、TBS） - 坂上里美 役[91]

### 配信ドラマ
- 庭には二羽（2022年4月28日・29日、YouTube）- 蒼井ツグミ 役[92]

### テレビ番組
- SWITCHインタビュー 達人達（2018年3月3日、NHK Eテレ） - 出口治明（立命館アジア太平洋大学学長）と対談
- 100分de名著 名著76『生きがいについて』（2018年5月、NHK Eテレ） - 朗読
- 日曜美術館「いつもそこに“名画”があった（大原美術館）」（2020年12月、NHK Eテレ）
- 夏の超特大さんま御殿!浴衣女が火花バチバチ＆激アツ家族集合SP（2022年7月5日、日本テレビ）
- さわやか自然百景 新春特集 「絶景！日本の世界自然遺産」(2023年1月2日、NHK総合)[93]
- タモリ倶楽部 (2023年1月21日、テレビ朝日)
- すこぶるアガるビル（2024年5月8日、NHK）

### ドキュメンタリー
- テレメンタリー2013 「“3．11”を忘れない「ボランティアが見た南相馬」」（2013年2月18日、福島放送制作） - 語り
- 二千年の伊勢物語 式年遷宮に込められたメッセージ（2013年12月30日、BS朝日） - ナビゲーター
- ニッポン こころの原風景 空から見た絶景遺産 産業大国ニッポンのあけぼの〜ミムラが見た文化遺産と近代化〜（2014年5月25日、BS朝日） - ナビゲーター
- ミムラが行く ニッポン こころの原風景 空から見た東京 絶景遺産〜激動の昭和史 再発見の旅〜（2015年1月25日、BS朝日） - ナビゲーター

### 映画
- 海猫（2004年、東映系） - 野田美輝 役
- 着信アリ2（2005年、東宝） - 主演・奥寺杏子 役
- この胸いっぱいの愛を（2005年、東宝） - 主演・青木和美 役[注 4]
- サイドカーに犬（2007年、ビターズエンド） - 近藤薫（20年後） 役
- 落語娘（2008年、日活） - 主演・三々亭香須美 役
- 天国からのエール（2011年、アスミック・エース） - 大城美智子 役
- わが母の記（2012年、松竹） - 伊上郁子 役
- 後妻業の女（2016年、 東宝） - 武内香代 役
- カノン（2016年、KADOKAWA） - 宮沢紫 役[94][95]
- 彼らが本気で編むときは、（2017年2月25日、スールキートス） - ヒロミ 役[96]
- パラレルワールド・ラブストーリー（2019年、松竹） - 桐山景子 役
- 空に住む（2020年10月23日、アスミック・エース） - 小早川明日子 役
- おいしくて泣くとき（2025年4月4日、松竹） - 風間南 役[97]
- フロントライン（2025年6月13日、ワーナー・ブラザース映画） - 河村さくら 役[98]
- でっちあげ〜殺人教師と呼ばれた男（2025年6月27日、東映） - 箱崎祥子 役[99]

### 舞台
- スタンド・バイ・ユー 〜家庭内再婚〜（2015年1月12日 - 2月11日、シアタークリエ/ ほか巡演、岡田惠和脚本・堤幸彦演出） - 主演・藤沢ハルカ 役[100]
- PARCO＆CUBE 20th.Present「人間風車」（2017年9月28日 - 10月9日、東京芸術劇場プレイハウス / ほか巡演） - ヒロイン・アキラ 役[101]
- ふたり芝居「家族熱」（2018年5月29日 - 6月5日、東京芸術劇場シアターウエスト/ ほか巡演） - 主演・朋子 役[102]
- 二次会のひとたち（2023年4月14日 - 30日、紀伊国屋ホール / 5月6日 - 7日、COOL JAPAN PARK OSAKA TTホール） - 主演・四方田みどり 役[103]

### ラジオ番組
- NHK高校講座国語総合（2017年4月 - 、NHKラジオ第2放送） - MC[104]

### CM
- P&G
  - パンテーン（2003年7月 - 2007年6月）
  - レノア ハピネス（2009年11月 - 2014年11月）
- 三菱自動車工業 コルト（2003年8月 - 12月）
- アサヒ飲料 にごらせ旨茶（2003年11月 - 2004年11月）
- 富士通 携帯電話（F901iS、F700i、F900iC、F506i、F900i、F505iGPS）（2004年1月 - 2006年1月）
- マンパワー・ジャパン（2004年2月 - 2006年1月）
- 文藝春秋（2004年4月）
- トヨタファイナンス TS CUBICカード（2004年8月 - 2006年8月）
- 森永製菓 ベルベットビター（2005年 - 2006年）
- セロリー（2007年2月 - 2009年1月）
- エスコートカード（2007年4月 - 2009年3月)）
- ハウス食品 カリー・ヌーヴォー（2008年2月 - 2009年2月)）
- ネスレ日本 ブライト（2009年9月 - 2011年8月）
- ウテナ ラムカ エモリエント（2009年10月 - 2010年10月）
- JR東日本 Suica電子マネー 「OL篇」（2009年11月 - 2011年5月）
- レアナニ ファンデーション・リップグロス（2012年2月 - 2013年1月)）
- 高橋酒造 米焼酎しろ（2012年5月 - ）
- 大正製薬
  - ゼナ（2012年11月 - 2016年9月）
  - パブロン滋養内服液（2016年10月 - ）

## 書籍

### エッセー
- 文集（2015年7月4日、SDP） ISBN 978-4-906953-30-1[25]

### 歌集
- たん・たんか・たん（2020年4月、青土社）ISBN 9784791772643

### 書評
- ミムラの絵本日和（2007年12月、白泉社）ISBN 4592732456
- ミムラの絵本散歩（2010年7月、白泉社）ISBN 4592732588

### 雑誌連載
- ミムラの絵本日和（2005年12月 - 2008年12月、白泉社『MOE』）
- まみむメモ（2008年8月 - 2009年4月、マガジンハウス『ウフ.』）
- ミのまわり（2009年5月 - 2010年4月、白泉社『MOE』）

### WEB連載
- まみむメモ（2009年4月 - 2012年3月、OCN「Talking Japan」）
- ミムラの映画日和（2015年11月20日 - 2016年5月6日、music.jp）[105]